# Lennart Bengtsson (brigadgeneral)
Karl Eric Lennart Bengtsson, född 19 januari 1953 i Mariestads församling i Skaraborgs län, är en svensk militär.

## Biografi
Bengtsson avlade gymnasieexamen 1972. Han avlade officersexamen vid Krigsskolan 1975 och utnämndes samma år till löjtnant vid Göta trängregemente, där han befordrades till kapten 1978 och kom att tjänstgöra till 1986. Han befordrades till major 1983, gick Högre kursen vid Militärhögskolan 1983–1985, var detaljchef vid Försvarsstaben 1986–1989 och var lärare i strategi vid Militärhögskolan 1989–1992. År 1992 befordrades han till överstelöjtnant, varefter han var bataljonschef vid Göta trängregemente 1992–1993 och studerade vid Graduate Institute of International Studies i Genève 1993–1994. Efter att 1994 ha utnämnts till överstelöjtnant med särskild tjänsteställning var han 1994–1997 biträdande försvarsattaché vid ambassaden i Bryssel tillika samverkansofficer i Partnerskap för freds planeringscell (PCC) i Mons.
År 1997 befordrades Bengtsson till överste och var 1997–2000 chef för Göta ingenjörkår. Åren 2000–2002 var han ställföreträdande chef för Försvarsmaktens centrum för internationell verksamhet, med undantag för perioden från den 25 september 2001 till den 24 februari 2002 då han tjänstgjorde vid NATO/KFOR Main HQ i Kosovo som chef för sektion J 9 CIMIC med ansvar för KFOR:s civil–militära samordning och samverkan. Därefter var han chef för Försvarsmaktens centrum för internationell verksamhet 2002–2003. År 2004 konstituerades han som brigadgeneral, varefter han 2004–2007[källa behövs] tjänstgjorde vid Europeiska unionens militära stab i Bryssel. Han utnämndes 2007 "de facto" till brigadgeneral,[källa behövs] varpå han var chef för Internationella avdelningen i Ledningsstaben i Högkvarteret 2007–2009 och militär rådgivare vid Utrikesdepartementet 2009–2013.[källa behövs]
Lennart Bengtsson var ordförande i Sveriges Veteranförbund Fredsbaskrarna 2015–2017.